# Lelin-Lapujolle
Lelin-Lapujolle é uma comuna francesa na região administrativa de Occitânia, no departamento de Gers. Estende-se por uma área de 13,56 km². Em 2010 a comuna tinha 283 habitantes (densidade: 20,9 hab./km²).